# Russell (Massachusetts)
Russell è un comune degli Stati Uniti d'America facente parte della contea di Hampden nello stato del Massachusetts.